# Resolutie 2290 Veiligheidsraad Verenigde Naties
Resolutie 2290 van de Veiligheidsraad van de Verenigde Naties werd unaniem door de VN-Veiligheidsraad aangenomen op 31 mei 2016. De resolutie verlengde de sancties tegen zij het conflict in Zuid-Soedan voortzetten en het vredesproces in de weg stonden met een jaar.
De Russische vertegenwoordiger zei achteraf dat sancties politieke inspanningen niet konden vervangen, en dat zijn land de uitbreiding van de sancties met een wapenembargo had tegengehouden. Hij gaf ook te kennen dat zijn land het niet eens was met alle provisies in de tekst van de resolutie.
Zuid-Soedan was op zijn beurt teleurgesteld omdat de soevereiniteit van het land om zijn eigen zaken te regelen zonder inmenging van de Veiligheidsraad niet werd erkend. In het bijzonder was men het oneens met passages over bewapening, omdat men vond dat men zich moest kunnen verdedigen tegen agressie in een regio vergeven van wapens.

## Achtergrond
In 2011 was Zuid-Soedan na decennia van conflict om het olierijke gebied onafhankelijk geworden van Soedan. Eind 2013 ontstond echter een politieke crisis tussen president Salva Kiir en voormalig vicepresident Riek Machar, die uitdraaide op etnisch geweld en moordpartijen. Daarbij waren al twee miljoen mensen op de vlucht geslagen, en werd de bevolking van Zuid-Soedan nog dieper in de armoede en een humanitaire crisis geduwd.

## Inhoud
Op 29 april 2016 was de overgangsregering van nationale eenheid gevormd, wat een belangrijke stap was in de uitvoering van het akkoord van 17 augustus 2015. Ook was een wapenstilstandscommissie opgericht die werkte aan de uitvoering van het staakt-het-vuren en veiligheidsmaatregelen. Een VN-rapport van december 2015 maakte melding van schendingen van dat staakt-het-vuren, een steeds erger wordende humanitaire ramp, wijdverspreide mensenrechtenschendingen en schendingen van UNMISS' (de VN-vredesmacht) status of forces-akkoord door de overheid.
De reisverboden en financiële sancties opgelegd middels resolutie 2206 tegen eenieder die het conflict in de hand werkte werden verlengd tot 31 mei 2017. Het expertenpanel dat mee toezag op de uitvoering van deze sancties werd verlengd tot 1 juli 2017.
Lijst ·  2260 ·  2261 ·  2262 ·  2263 ·  2264 ·  2265 ·  2266 ·  2267 ·  2268 ·  2269 ·  2270 ·  2271 ·  2272 ·  2273 ·  2274 ·  2275 ·  2276 ·  2277 ·  2278 ·  2279 ·  2280 ·  2281 ·  2282 ·  2283 ·  2284 ·  2285 ·  2286 ·  2287 ·  2288 ·  2289 ·  2290 ·  2291 ·  2292 ·  2293 ·  2294 ·  2295 ·  2296 ·  2297 ·  2298 ·  2299 ·  2300 ·  2301 ·  2302 ·  2303 ·  2304 ·  2305 ·  2306 ·  2307 ·  2308 ·  2309 ·  2310 ·  2311 ·  2312 ·  2313 ·  2314 ·  2315 ·  2316 ·  2317 ·  2318 ·  2319 ·  2320 ·  2321 ·  2322 ·  2323 ·  2324 ·  2325 ·  2326 ·  2327 ·  2328 ·  2329 ·  2330 ·  2331 ·  2332 ·  2333 ·  2334 ·  2335 ·  2336